# Катапульта

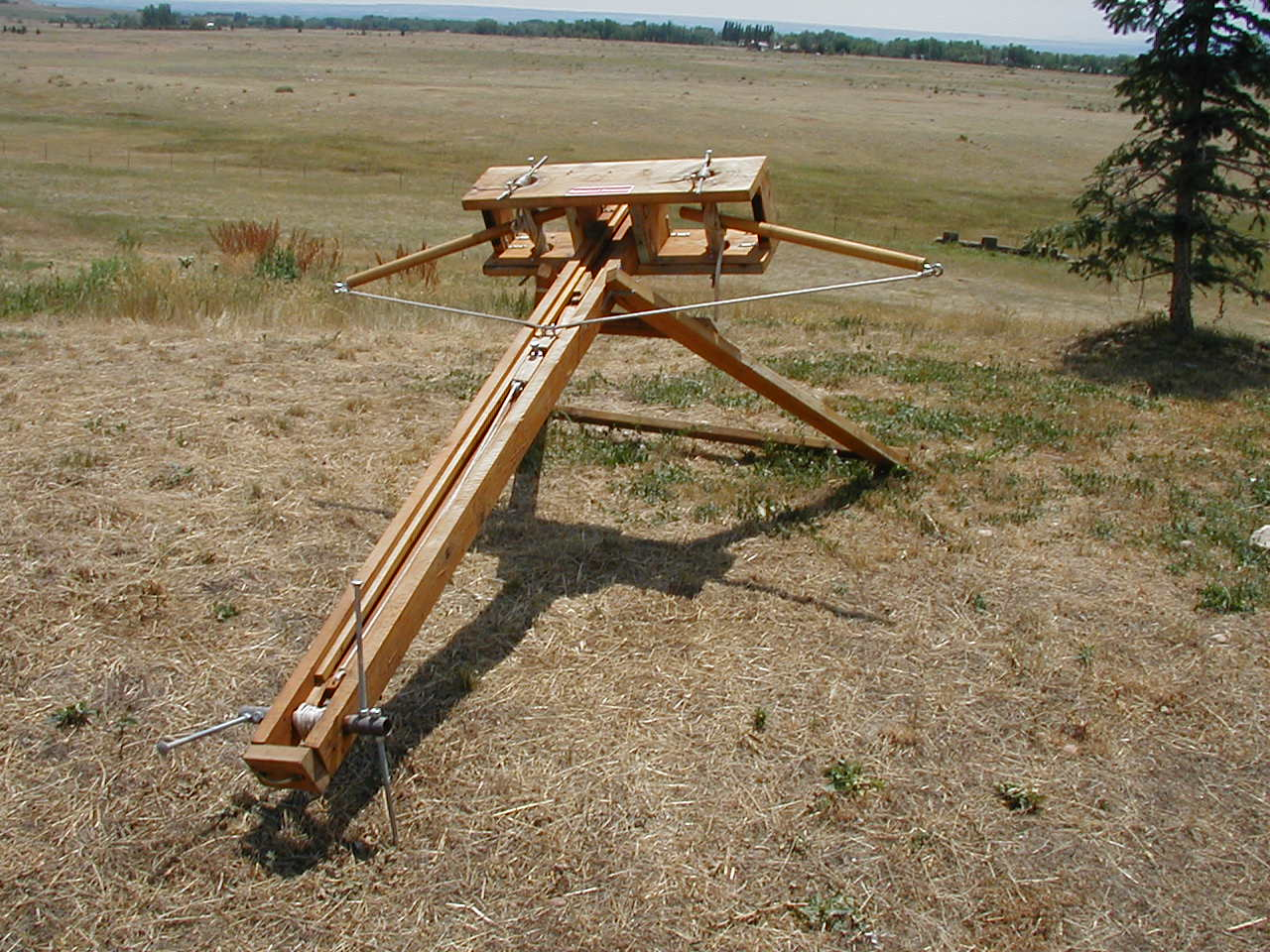
Сучасна реконструкція катапульти.

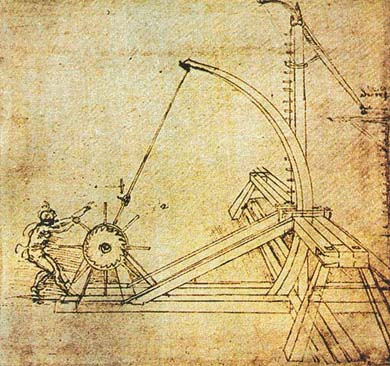
Катапульта з лебідкою, малюнок Леонардо да Вінчі

Катапу́льта (з грец. καταπέλτης, катапельтас, від κατά, ката — «вниз, всередину, проти» та πάλλω, пало — «врівноважувати чи направляти снаряд перед його запуском») — один з числа ручних механічних приладів, що використовується для метання снарядів на велику відстань без допомоги вибухових та інших речовин. Один із численної кількості видів античних та середньовічних машин, які використовувалися під час облоги.
Катапульта була винайдена в 399 р. до н. е. в місті Сиракузи у час правління тирана Діонісія. Спочатку «катапульту» відносили до машин, що метають дротики, а «балісту» — до тих, які метали камені, але з часом (в IV столітті) ці два терміни змінили значення.

## Історія

### Грецькі та римські катапульти
Рання історія катапульти та арбалета в Греції тісно пов'язана. Історик Діодорій Сікулій (I ст. до н. е.), описав винайдення грецькими загонами спеціального призначення, в 399 р. до н. е., механічної катапульти (катапельтікон) яка стріляла стрілами. Невдовзі (397 р. до н. е.) ця зброя була використана проти Мотії, ключової Карфагенської твердині на Сицилії. Вважається, що Діодорій взяв цей опис з історії Філістія, сучасника тих подій, хоча дата появи арбалета може бути і більш ранньою. Такий висновок можна зробити, якщо взяти до уваги винахідника Герона Александрійського (I ст. н. е.), який посилався на тепер втрачені роботи інженера Ктесібія, який жив у III ст. до н. е. Ця зброя пішла від раніше існуючого ручного арбалета, який називався гастрафет (від гр. гастрос — шлунок — зброя, що її тятиву натягали, впираючи її в живіт), та мав більшу енергію ніж грецькі луки. Детальний опис гастрафета та його малюнок знайдено у технічному трактаті Герона — «Белопеїка». Подальшим розвитком баліст та катапульт стала требюше.

### Сучасні катапульти
Під час подій Євромайдану в Києві, зокрема у ході протистояння на вулиці Грушевського в січні-лютому 2014 року, з боку протестувальників застосовувалась катапульта. За її допомогою вівся обстріл підрозділів МВС камінням із розібраної бруківки.
Нині ця катапульта зберігається на території Національного художнього музею України.